# Scirpus divaricatus
Scirpus divaricatus är en halvgräsart som beskrevs av Stephen Elliott. Scirpus divaricatus ingår i släktet skogssävssläktet, och familjen halvgräs. Inga underarter finns listade i Catalogue of Life.